# Kislota
Kislota (russisk: Кислота) er en russisk spillefilm fra 2018 af Aleksandr Gortjilin.

## Medvirkende
- Filipp Avdejev som Sasja
- Aleksandr Kuznetsov som Petja
- Aleksandra Rebenok
- Anastasija Jevgrafova som Ljubotjka
- Jevgenija Sjeveleva